# Collasso idrofobico
Il collasso idrofobico è una fase del ripiegamento (folding) delle proteine nella quale le porzioni idrofobiche della catena polipeptidica si ripiegano verso l'interno della proteina.
Le proteine non ripiegate (denaturate) disciolte nel citoplasma richiedono la formazione di un guscio di solvatazione nel quale le molecole di acqua sono disposte in modo ordinato tutto intorno alla proteina. Se due porzioni idrofobiche si avvicinano diminuisce anche la superficie esposta e quindi una parte delle molecole di acqua vengono rilasciate. Ciò comporta ad un aumento del disordine nel solvente e quindi ad aumento di entropia. Dal punto di vista termodinamico l'aumento dell'entropia è una condizione favorevole per la formazione e il corretto ripiegamento delle proteine.
Tutto il processo non è dovuto ad un'attrazione fra i gruppi non polari ma alle proprietà dell'acqua.
Tutto il processo di ripiegamento, fino alla formazione della proteina nativa, è accompagnato dall'espulsione di molecole d'acqua dalla proteina stessa.